# Jan Antonín Scrinci
Jan Antonín Scrinci (16. října 1697 Praha – 28. dubna 1773 Praha) byl český lékař a fyzik, jenž jako první zahájil na pražské univerzitě výuku experimentální fyziky a chemie.

## Život
Scrinci pocházel z italské stavitelské rodiny, usedlé v Praze. Na pražské karlo-Ferdinandově univerzitě začal studiem filozofie a původně chtěl pokračovat studiem práv. Po náhodné události se rozhodl pro medicínu: za špatně připraveného studenta lékařství odpověděl správně, proto svou budoucí kariéru přesměroval.Studia ukončil v roce 1728. Po té cestoval po univerzitách v Německu a v Itálii. V Římě pokračoval ve studiu na Lateránské univerzitě a věnoval se vědeckým tématům z medicíny a fyziky. 
V letech 1734 až 1738 působil v praxi nejprve ve Slaném, a poté v Mladé Boleslavi.
Na podzim roku 1736 se v severních Čechách na Mimoňsku rozšířila nemoc, jejíž původ a příznaky lékaři nedokázali diagnostikovat. Teprve Scrinsi provedl podrobný rozbor průběhu nemoci a studoval její příčiny: šlo o otravu chlebem, který obsahoval alkaloidy námelu. Nakonec Scrinci diagnostikoval nervové onemocnění ergotismus. Tento výsledek výzkumu mu zajistil v roce 1739 přijetí na lékařskou fakultu Karlovy univerzity v Praze. 
Učil tam jako řádný profesor lučby. Dále přednášel sémiotiku, od roku 1745 chemii a experimentální fyziku. Své přednášky prezentoval metodami názorné demonstrace Hermana Boerhaavea. Jeho chemii a fyziku si studenti mimořádně oblíbili díky četným experimentům. Pokusy připravoval ve svém bytě, kde si zřídil malou laboratoř. Byl také znám vývojem vlastních nástrojů. Bral studenty i do lékáren, aby se v praxi naučili připravovat léky. 
V roce 1745 dostal příležitost předvést císařovně Marii Terezii a jejímu manželovi Františku I. v Tereziánském sále Břevnovského kláštera experiment s magdeburskými polokoulemi.
Pod vlivem francouzských vědců a osvícenství, obklopen několika nadšenými vědci, rozhodl se v roce 1753 založit v Praze Akademii věd. Jeho návrh byl však zamítnut.
Po obléhání Prahy Prusy v roce 1758 ukončil přednášky, onemocněl a staral se především o záchranu svých sbírek. Stále více času trávil v kostele a sloužil tamním kněžím, dokud mu to nemoc dovolila.
V akademických letech 1756–1757 a 1760–1761 byl pro svou vynikající vědeckou práci zvolen rektorem pražské univerzity.

## Dílo
Knižně vydal dvě práce:
- O zánětech a gangrénách... (1741)
- O zánětech kostí s Václaem Buttou (1744).[2]